# Hill-Stead Museum
El Museo de Hill-Stead (en inglés: Hill-Stead Museum), también conocido como Hill-Stead, es una casa y museo de bellas artes de estilo Colonial Revival con 0,61 km² de terrenos en los que se incluyen diversos jardines, en Farmington, Connecticut, Estados Unidos.
El "Hill-Stead Museum" se encuentra enlistado en el National Register of Historic Places. Es bien conocido por su arquitectura, majestuosos jardines y las obras maestras de pintores  impresionistas franceses que alberga.

## Localización
Hill-Stead Museum 35 Mountain Road, Farmington, Hartford county, Connecticut CT 06375 United States of America-Estados Unidos de América.

## Casa y museo

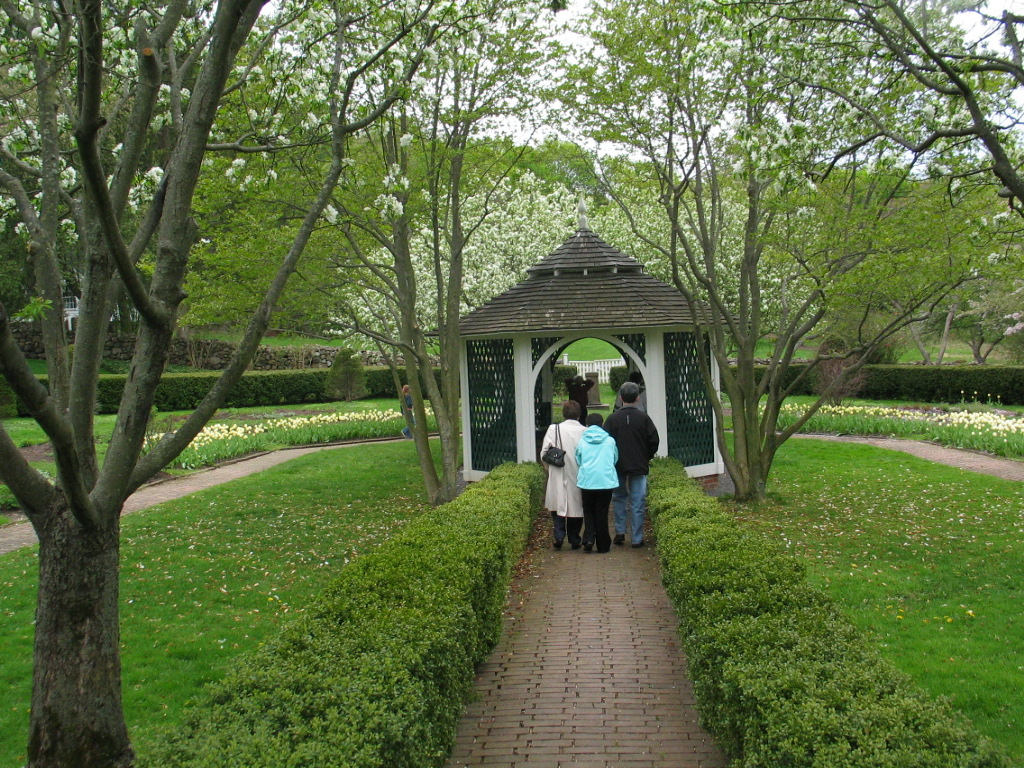
El pintoresco jardín hundido en Hill-Stead

Hill-Stead fue creado en una finca rural de 1,0 km² del rico industrial Alfred Atmore Pope, según los diseños de su hija Theodate Pope Riddle. Edgerton Swartout de la reconocida firma de arquitectos McKim, Mead & White trasladó su diseño a un plano de trabajo del lugar, y la construcción se llevó a cabo durante el período de 1898 a 1901. Theodate heredó la casa después de que sus padres murieran, y antes de su propia muerte en 1946 quiso que Hill-Stead fuera un Museo en memoria de sus padres y "para el beneficio y disfrute del público". Se ordenó que la casa y su contenido se mantuviera intacto, no se mueva, preste, o venda.
Actualmente (2013), Hill-Stead comprende 0,61 km², después de haber vendido parte de la finca durante los primeros años de funcionamiento del museo. Edificios que siendo parte de la propiedad incluyen la propia Casa Pope-Riddle una gran mansión de  3100 km² construida en el estilo colonial del renacimiento y que fue descrita una vez como «una gran casa nueva en una colina» por el novelista y el invitado ocasional Henry James), una casa de campo del siglo XVIII, una casa de carruajes con un teatro estilo Arts and Crafts; un granero y edificios agrícolas adicionales.
Hoy en día, 19 habitaciones de la casa están abiertas a los visitantes. Quedando como era en el momento de la muerte de Theodate, la casa está decorada prolijamente con pinturas, grabados, objetos de arte, muebles y alfombras. Aspectos más destacados de la colección incluyen importantes pinturas de Eugène Carrière, Mary Cassatt, Edgar Degas, Édouard Manet, Claude Monet (de la serie  Almiares) y James McNeill Whistler; grabados incluyendo 3 obra de  Albrecht Dürer (Melencolia I, 1514), 17 aguafuertes y litografías en placa de cobre obra de James McNeill Whistler, y grabados en madera japoneses de artistas como Katsushika Hokusai, Utagawa Hiroshige y Kitagawa Utamaro; 8  esculturas de bronce obra de Antoine-Louis Barye; unas 13,000 crtas y tarjetas postales letters and postcards incluyendo la correspondencia de Mary Cassatt, Henry James y James McNeill Whistler; y unas 2,500 fotografías, incluyendo 6 fotografías artísticas de Gertrude Käsebier.
Los terrenos de Hill-Stead fueron diseñados originalmente en consulta con el arquitecto del paisaje Warren H. Manning y cuentan con un amplio jardín con ha-ha y  pasarela de pizarra; estanque artificial, y jardín de flores formal con diseño octogonal. Alrededor de 1920, fueron hechas importantes mejoras por la paisajista Beatrix Farrand Jones rediseñando el jardín hundido de la finca (1 acre) a petición de Theodate. Debido a la escasez de trabajo en tiempos de guerra experimentado durante la década de 1940, el jardín fue dejado descuidado con hierbas y sólo la casa de verano permaneció en su lugar. A pesar de que fue replantado en el tiempo, no fue hasta la década de 1980 que el Jardín Hundido fue restaurado según el plan original de Farrand.

## National Historic Landmark
Hill-Stead fue declarado National Historic Landmark en 1991.

## Imágenes

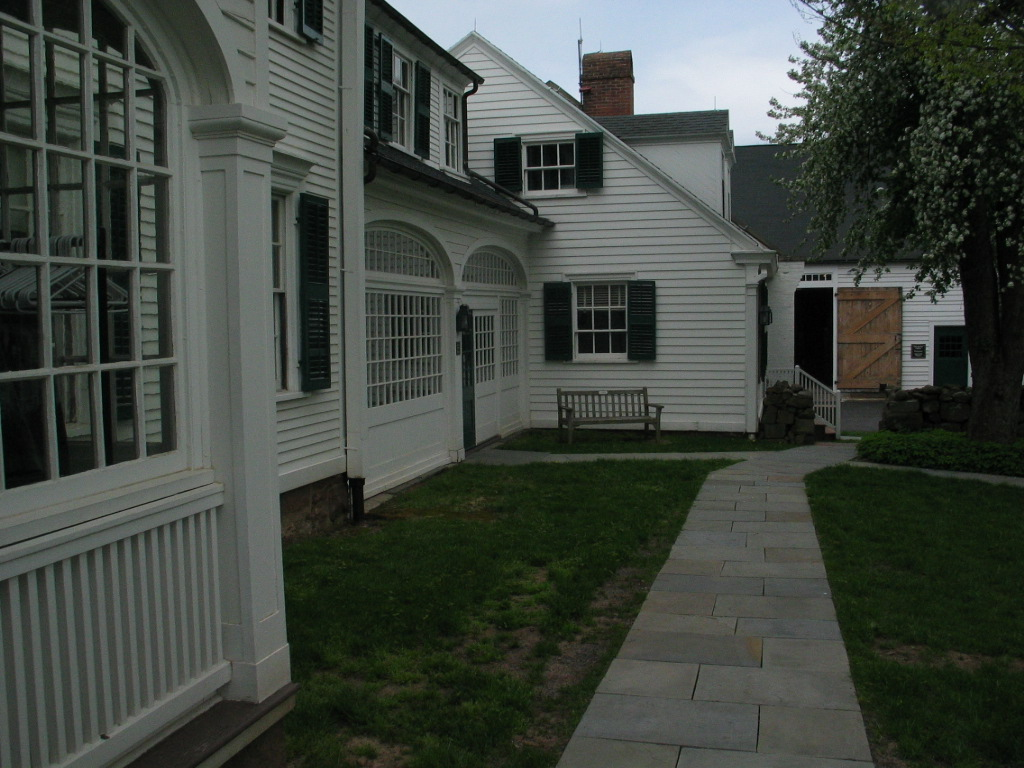
Museo de Hill-Stead, lado sur de la casa
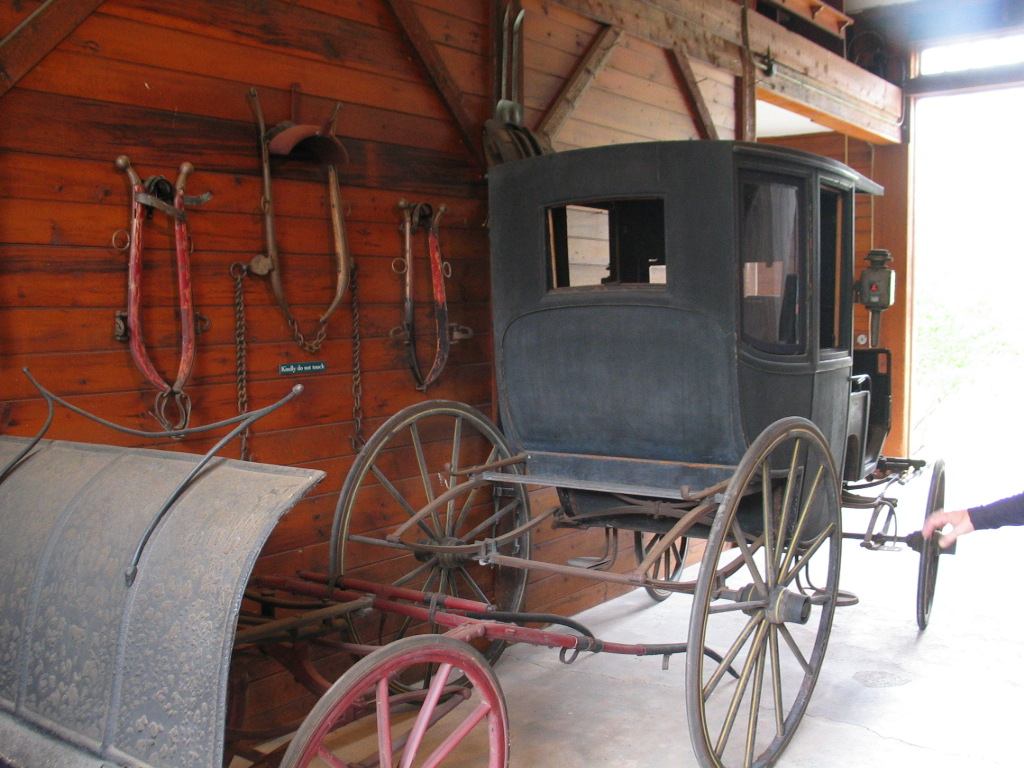
El interior de la casa de carruajes de Hill-Stead
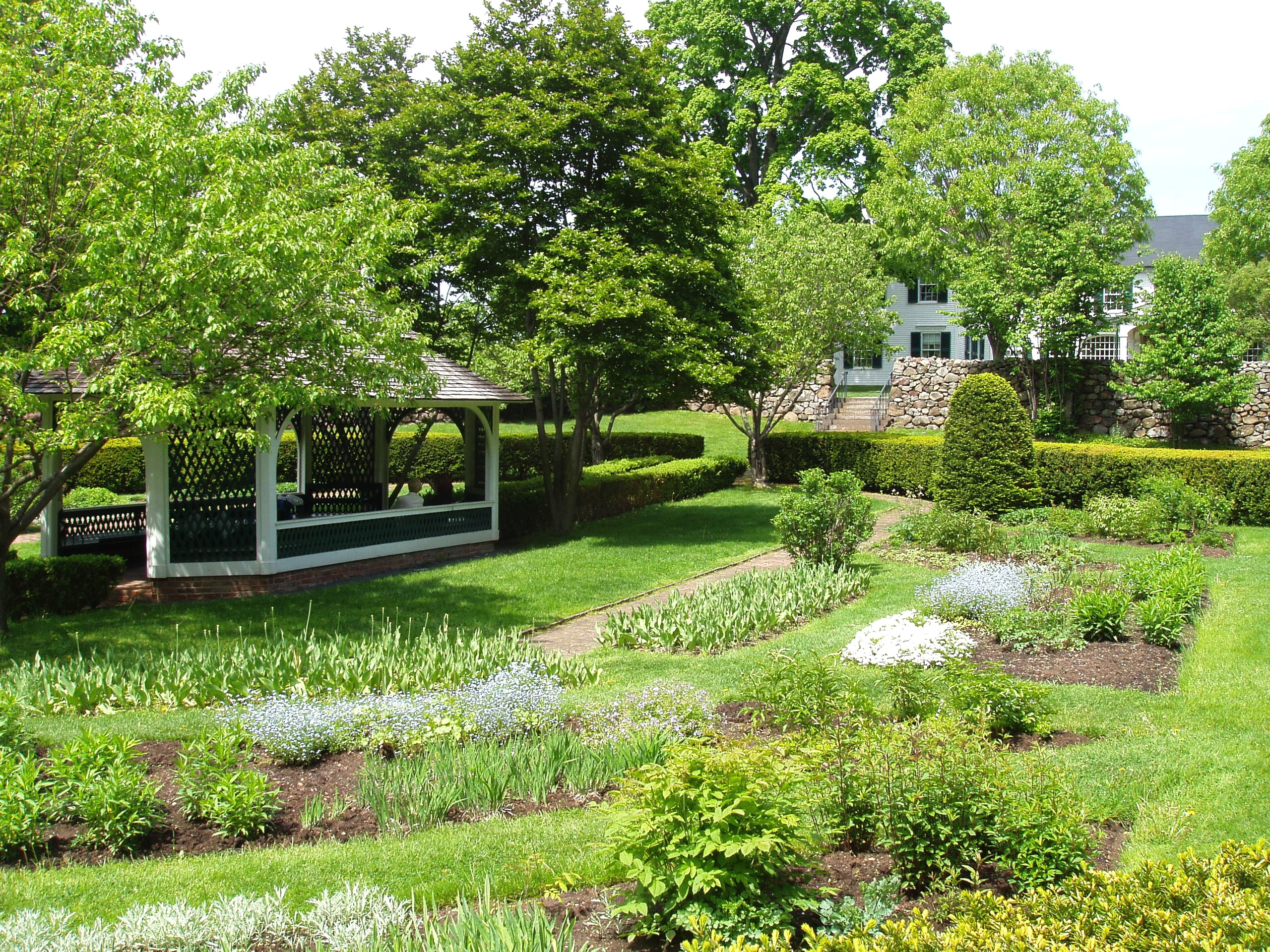
The Sunken Garden (El jardín hundido)